# Burr McIntosh
William Burr McIntosh, meglio conosciuto come Burr (Wellsville, 21 agosto 1862 – Los Angeles, 28 aprile 1942), è stato un attore, scrittore e fotografo statunitense.

## Carriera
Personaggio poliedrico, nella sua carriera artistica ha alternato la fotografia con la recitazione, fondando una rivista a suo nome, il "Burr McIntosh Monthly".
Debutta nel cinema muto con una lunga serie di cortometraggi, ed il suo ruolo di maggiore spessore è l'interpretazione del personaggio di "Squire Bartlett" in Agonia sui ghiacci (Way Down East), diretto da David Wark Griffith nel 1920.
Muore ad Hollywood nel 1942 a seguito di un infarto.

## Filmografia
- In Mizzoura, regia di Lawrence B. McGill (1914)
- The New Adventures of J. Rufus Wallingford, regia di James Gordon, Leopold Wharton, Theodore Wharton (1915)
- Agonia sui ghiacci (Way Down East), regia di David W. Griffith (1920)
- Restless Wives, regia di Gregory La Cava (1924)
- Lend Me Your Husband, regia di Christy Cabanne (1924)
- The Green Archer, regia di Spencer Gordon Bennet (1925)
- Lightning Reporter, regia di John W. Noble (1926)
- The Golden Stallion, regia Harry S. Webb (1927)
- Taxi! Taxi!, regia di Melville W. Brown (1927)
- A One Mama Man, regia di James Parrott (1927)
- Il veliero trionfante (The Yankee Clipper), regia di Rupert Julian (1927)
- See You in Jail, regia di Joseph Henabery (1927)
- Fiumana di fango (Framed), regia di Charles Brabin (1927)
- Biricchina ma simpatica (Naughty But Nice), regia di Millard Webb (1927)
- Calze di seta (Silk Stockings), regia di Wesley Ruggles (1927)
- Mondo senza luce (Me, Gangster), regia di Raoul Walsh (1928)
- The Fourflusher, regia di Wesley Ruggles (1928)
- Quella certa cosa (That Certain Thing), regia di Frank Capra (1928)
- The Racket, regia di Lewis Milestone (1928)
- Le sette aquile (Lilac Time), regia di George Fitzmaurice (1928)
- Il teatro maledetto (The Last Warning), regia di Paul Leni (1929)
- Amor gitano (The Rogue Song), regia di Lionel Barrymore, Hal Roach (1930)
- A Private Scandal, regia di Charles Hutchison (1931)
- La ragazza più ricca del mondo (The Richest Girl in the World), regia di William A. Seiter (1934)